# RTECS
RTECS 또는 화학물질독성영향등록(化學物質毒性影響登錄, 영어: Registry of Toxic Effects of Chemical Substances)은 보고된 연구의 타당성 또는 유용성에 대한 언급없이 공개된 과학 문헌에서 수집된 독성 정보 데이터베이스이다. 2001년까지 미국 국립 직업안전위생연구소(NIOSH)에서 무료로 사용할 수 있는 간행물로 유지 관리했었다. 현재는 민영 기업인 바이오비아(BIOVIA) 또는 여러 부가 가치 리셀러에서 유지 관리하며 유료 또는 구독으로만 사용할 수 있다.

## 같이 보기
- 화학 데이터베이스